# St. Katharina (Kettenis)

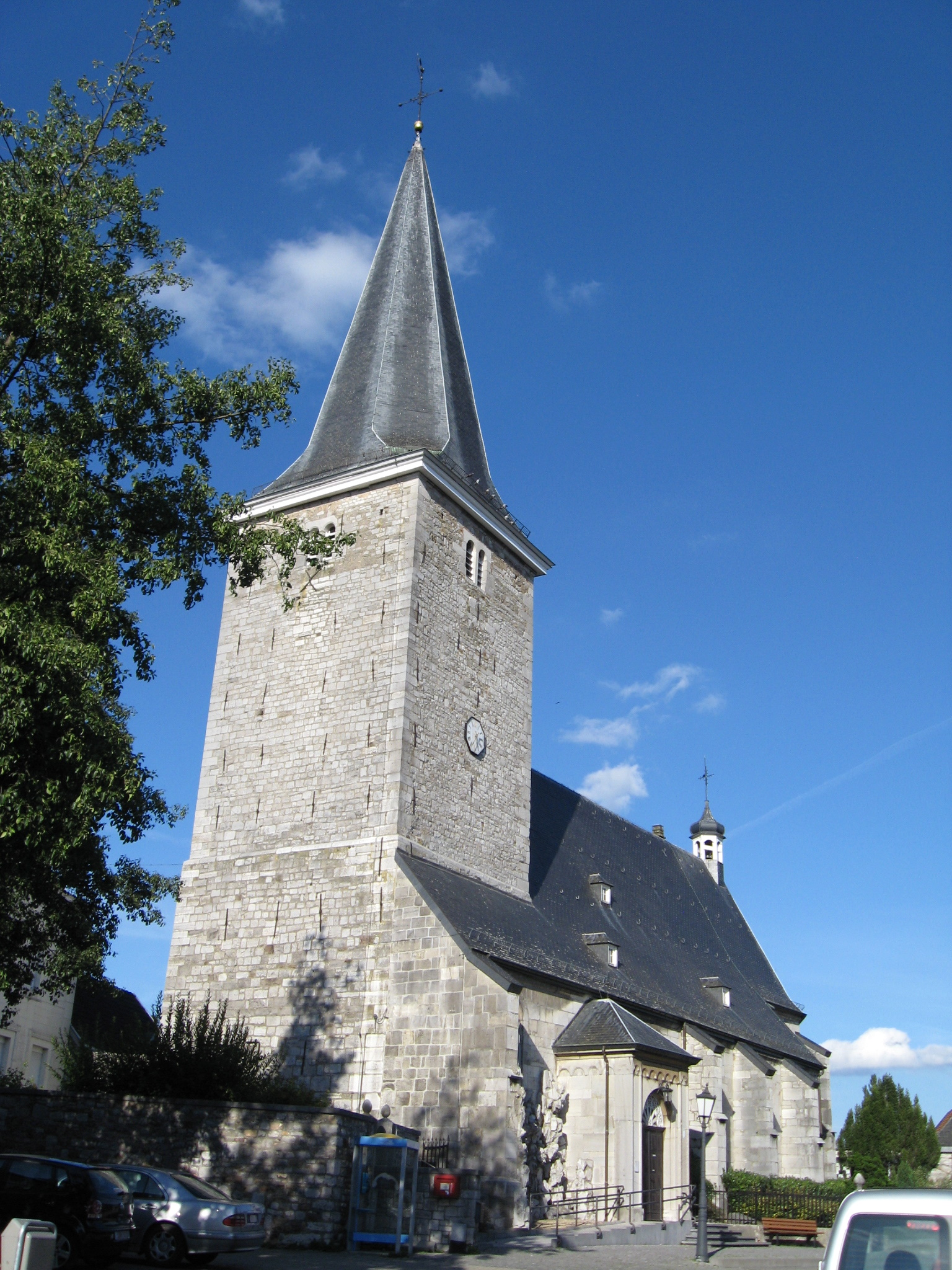
St. Katharina

Die Pfarrkirche St. Katharina im Eupener Stadtteil Kettenis in der Deutschsprachigen Gemeinschaft von Ostbelgien ist ein römisch-katholisches Kirchengebäude. Die Ursprungskirche wurde um 1407 im gotischen Stil erbaut und der heiligen Katharina von Alexandrien gewidmet. Sie gehört seit den 1990er Jahren zum Pfarrverband Eupen-Kettenis im Dekanat 05 des Bistums Lüttich und wurde 1978 unter Denkmalschutz gestellt.

## Geschichte

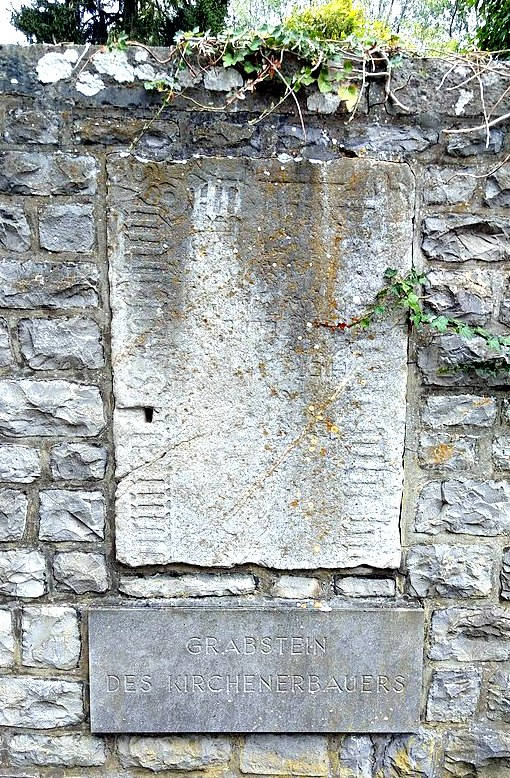
Grabplatte Claes Ghir

Zu Beginn des 15. Jahrhunderts existierte im Zentrum des ländlich geprägten Dorfes Kettenis eine niedrige einschiffige Saalkirche, die 1407 als „Alte Kirche“ erstmals erwähnt wurde und der Mutterpfarre St. Stephan in Walhorn angeschlossen war. Der Inschrift „(B)AUMEISTER ONS HUYS ANNO 1543“ auf dem Grabsteinfragment des Architekten Claes Ghir zufolge wurde sie in der ersten Hälfte des 16. Jahrhunderts zu einer dreischiffigen Hallenkirche um- und ausgebaut, was die Jahreszahlgravuren 1515 und 1523 in den davon betroffenen Fenster- und Türgewänden belegen.
Im Jahr 1648 löste sich die Kirche von der Mutterpfarre und wurde anschließend Ende des 17. und in der ersten Hälfte des 18. Jahrhunderts grundlegend saniert und neu ausgestattet. Höhepunkt dieser Maßnahmen war die Anfertigung eines Hochaltars des Aachener Barockbaumeisters Johann Josef Couven mit einem integrierten Altarbild des kurpfälzischen Hofmalers Francesco Bernardini, der es mit der Jahreszahl 1750 signiert hatte. Weitere Sanierungen und Restaurierungen des alten Kirchengebäudes wurden in den folgenden Jahrhunderten ebenso durchgeführt wie die Modernisierung oder Neuanschaffung von Teilen der Inneneinrichtung und Ausstattungsobjekte.
Nachdem infolge des Wiener Kongresses von 1815 der Kreis Eupen dem Staat Preußen eingegliedert worden war, wurde ab 1818 auch die Pfarre von der Diözese Lüttich losgelöst und zunächst dem Generalvikariat in Aachen und ab 1825 dem Erzbistum Köln unterstellt. Mit dem Anschluss Eupens nach Belgien infolge des Versailler Vertrags kam 1920 auch die Pfarrkirche wieder zum Bistum Lüttich.
Nachdem die Ortsgemeinde Kettenis bereits 1977 mit der Stadt Eupen zusammengeschlossen worden war, wurde in den 1990er Jahren ebenso die Pfarre St. Katharina in den neuen Pfarrverband Eupen-Kettenis integriert.

## Pfarrer
- 1648–1655: Jacques Lenard Jacquet (1628–1675)
- 1655–1660: François Goffart
- 1660–1675: Jacques Lenard Jacquet (1628–1675)
- 1675–1705: Johann Leonhard Longhaye (1665–1705)
- 1705–1721: Heinrich Martens († 1721)
- 1721–1740: Godfrid Olivier (1667–1740)
- 1740–1743: Johann Gerhard Buyx (1710–1743)
- 1774–1778: Johann Gerhard Radermacher (1708–1778)
- 1778–1790: Johannes Huschet (1742–1790)
- 1790–1797: Mathias Wilhelm Josef Steinfeld (1748–1821), wurde 1797 abgesetzt
- 1797–1807: Johann Franz Matthias Goergen (1742–1813)
- 1807–1821: Mathias Wilhelm Josef Steinfeld (1748–1821)
- 1821–1825: Johann Nikolaus Servais († 1834)
- 1825–1832: Johann Simon Maess (1776–1862)
- 1832–1847: Paul Pauls (1801–1867)
- 1847–1859: Johann Heinrich Herfs (1802–1859)
- 1859–1863: Johannes Allecker (1817–1889)
- 1863–1887: Johann Heinrich Wieland (1832–1887)
- 1887–1895: Franz Anton Josef Jülich (1836–1907)
- 1895–1907: Karl Josef Ludwig Hout (1850–1922)
- 1907–1922: Robert Tollhausen (1865–1944), seit 1917 Dechant
- 1922–1937: Heinrich Josef Saur (1861–1937)
- 1937–1942: Johann Schyns (1849–1942)
- 1942–1960: Ludwig Kerres (1901–1960)
- 1960–1965: Gérard Pirenne (1904–1965)
- 1965–1973: Hubert Schifflers (1908–1983)
- 1975–1999: Ernst Alard (1928–1999)
- 1999–2010: Josef Mathieu Evertz (1945–2020) zugleich von 1982 bis 2013 Pfarrer an St. Josef in Eupen
- Seit 2011: Helmut Schmitz, Dechant, zugleich seit 2001 Pfarrer an St. Nikolaus und seit 2013 an St. Josef.

## Baucharakteristik

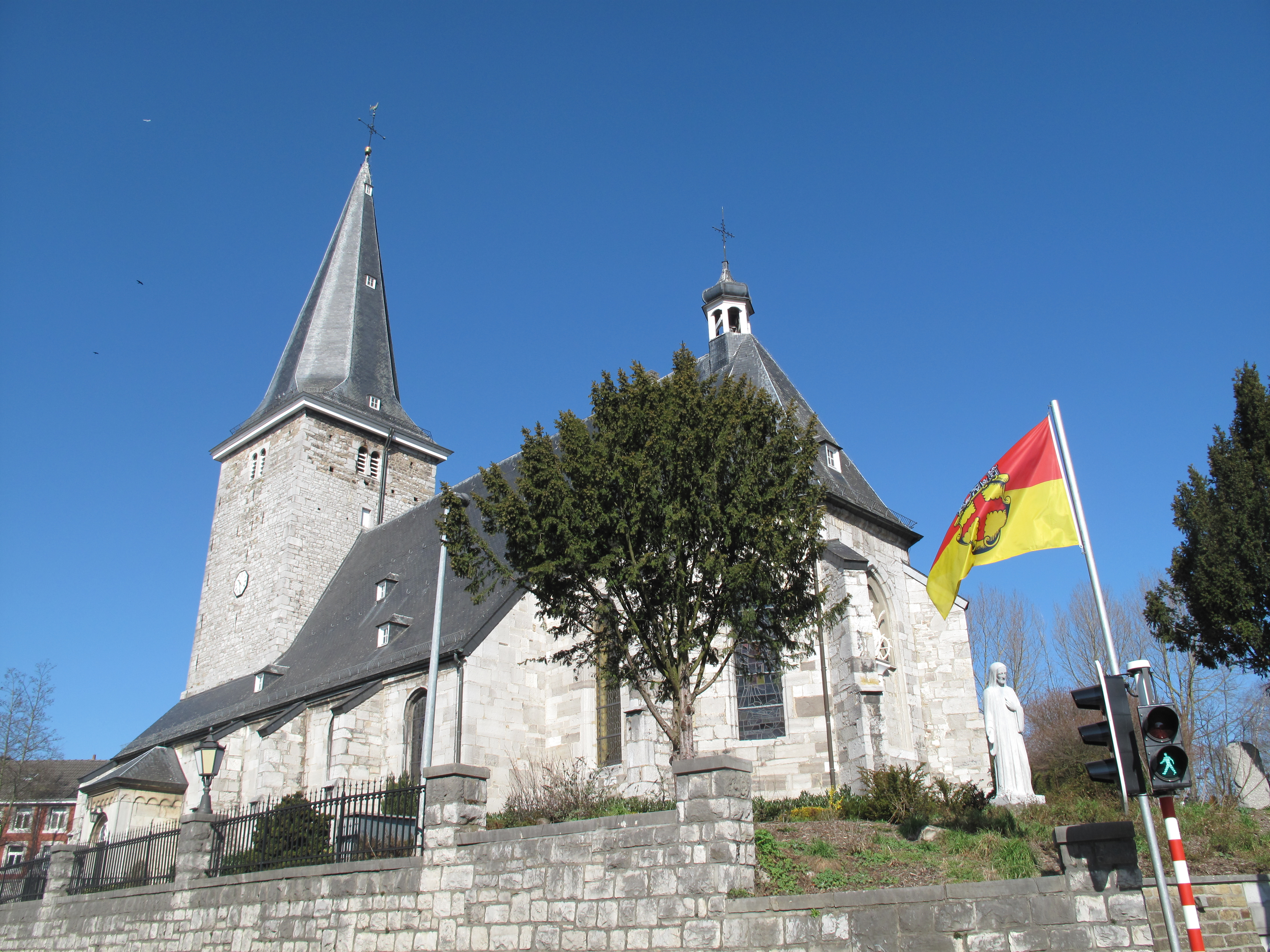
Ostansicht mit Herz-Jesu-Statue

Bei der Katharinenkirche handelt es sich um ein dreischiffiges Gebäude aus Werk- und Blausteinfassaden, dessen zwei Erbauungsphasen durch die gelungene Wahl der unterschiedlichen Stilaspekte harmonisch miteinander verschmelzen. Das anfangs niedrigere und ursprünglich dreiachsige Mittelschiff ist der Kern der „Alten Kirche“ aus dem 15. Jahrhundert. Aus dieser Zeit stammt auch der fensterlose mächtige und auf quadratischer Grundfläche erbaute Turm im Westen, der bei der Kirchenbauerweiterung im 16. Jahrhundert mit Eckquadern ausgestattet und im oberen Bereich mit einem Sandsteinaufbau erhöht worden ist. Er ist mit einem oktogonalen Turmhelm abgedeckt und weist unter dem steinernen profilierten Dachgesims lediglich zwei gekuppelte rundbogige Öffnungen je Seite mit Quadergewänden und Schalllamellen für das Glockengeläut auf. Eine erste nachweisbare Glocke erhielt der Turm um 1639 durch den Glockenbauer Rochus Grongnard, die bereits 1690 durch eine neue aus der Werkstatt von Christoph von Trier ersetzt wurde. Im Jahr 1711 musste der Turm erneut restauriert und durch Anker verstärkt werden.
Ebenfalls zur „Alten Kirche“ zählt auch der fünfseitige vorgelagerte Chor im Osten mit seinen gotischen Fensterumrandungen. Zwischen diesen Fenstern ist er mit vier abgeschrägten Stützpfeilern abgestützt und insgesamt mit einem fünfseitigen Zeltdach abgedeckt.
Bei der zweiten Bauphase Anfang des 16. Jahrhunderts wurde das Mittelschiff stark überhöht und an seiner Nord- und Südseite mit schmalen und zunächst vierachsigen Seitenschiffen ergänzt, die an ihren Außenseiten durch drei im oberen Teil zurückgesetzte Pfeiler mit aufgesetzter Schieferabdeckung gestützt sind. Zusammen mit dem Mittelschiff sind die Seitenschiffe durch ein durchgehendes mächtiges Satteldach miteinander verbunden, in dem mehrere kleine Dachgauben eingelassen sind. Am östlichen Ende des Dachfirstes wurde 1722 ein erster kleiner Dachreiter aufgesetzt, in den die 1690 gegossene Glocke hineingesetzt wurde, da sie im Kirchturm nicht gut zu vernehmen war. Im Jahr 1844 wurde sie durch eine Neue von dem Glockengießer Hollerich Perin aus Luxemburg angefertigte ausgetauscht und erhielt 1928 im Rahmen einer Kirchensanierung einen neuen barocken Dachreiter. Diese Glocke wurde während des Zweiten Weltkriegs beschlagnahmt und 1947 anlässlich der 300-Jahr-Feier der Selbstständigkeit der Pfarre wiederum durch eine neue ersetzt.
Zwischen den Stützpfeilern der Seitenschiffe sind in den Achsen kleinere Rundbogenfenster eingelassen, deren teilweise profilierte Gewände mehrheitlich von den früheren gotischen Fenstern des nunmehr innen liegenden Mittelschiffs stammen. In der Sohlbank des zweiten Fensters am südlichen Seitenschiff ist noch die eingravierte Jahreszahl 1515 aus dem Umbaujahr zu erkennen. Zusätzlich wurde laut Beschluss vom 23. Februar 1772 je ein weiteres Fenster im gleichen Stil in der Turmachse der Seitenschiffe nachträglich eingebaut, wodurch diese Anbauten nunmehr über fünf Achsen verfügen.
Gleichzeitig mit dem Bau der neuen Seitenschiffe wurde der Eingang an die Außenfassade des südlichen Anbaus zwischen der ersten und zweiten Achse versetzt. Laut Chronogramm im Türsturz wurde dieser im Jahr 1842 als kleiner rechteckiger Vorbau mit Walmdach und Rundbogentür sowie vierstufiger Freitreppe ausgebaut und mit einer hölzernen Doppelflügeltür sowie einem ornamental verzierten Oberlicht ausgestattet.
Im Winkel zwischen dem Außenstützpfeiler der Westfassade und dem heutigen Haupteingang wurde im Jahr 1990 an der Außenfassade auf Höhe der neuen ersten Achse eine monumentale Lourdesgrotte aus Naturfelsgestein errichtet, in der auf Fensterhöhe in einer Nische eine fast lebensgroße weiß gekleidete Marienfigur aufgestellt wurde. Darüber hinaus wurde bereits in früheren Jahren rechts des Eingangs ein großes hölzernes Missionskreuz von 1857 mit einer rautenartig geschwungenen blauen Rückwand an der Fassade angebracht, an dessen vertikalem Pfahl mehrere Erinnerungsplättchen vergangener Missionstreffen von 1889 bis 1949 aufgeschraubt sind.
Unmittelbar an das Kirchengebäude schließt sich an dessen Nordseite der noch aus der Entstehungszeit der Pfarre stammende Gemeindefriedhof an, der 1879 maßgeblich erweitert wurde. Dort und auch noch an bzw. vor der Fassade des südlichen Seitenschiffes befinden sich noch einige historisch bedeutende Grabplatten, darunter die des Baumeisters Claes Ghir, des Thomas de Royer und der Pfarrer Steinfeld, Herfs und Wieland. Zu diesem Friedhof gehört auch das an seiner östlichen Umfassungsmauer im Jahr 1952 vorgebaute Gefallenendenkmal über dem eine lebensgroße Herz-Jesu-Statue thront und an dem der Opfer beider Weltkriege gedacht werden kann.

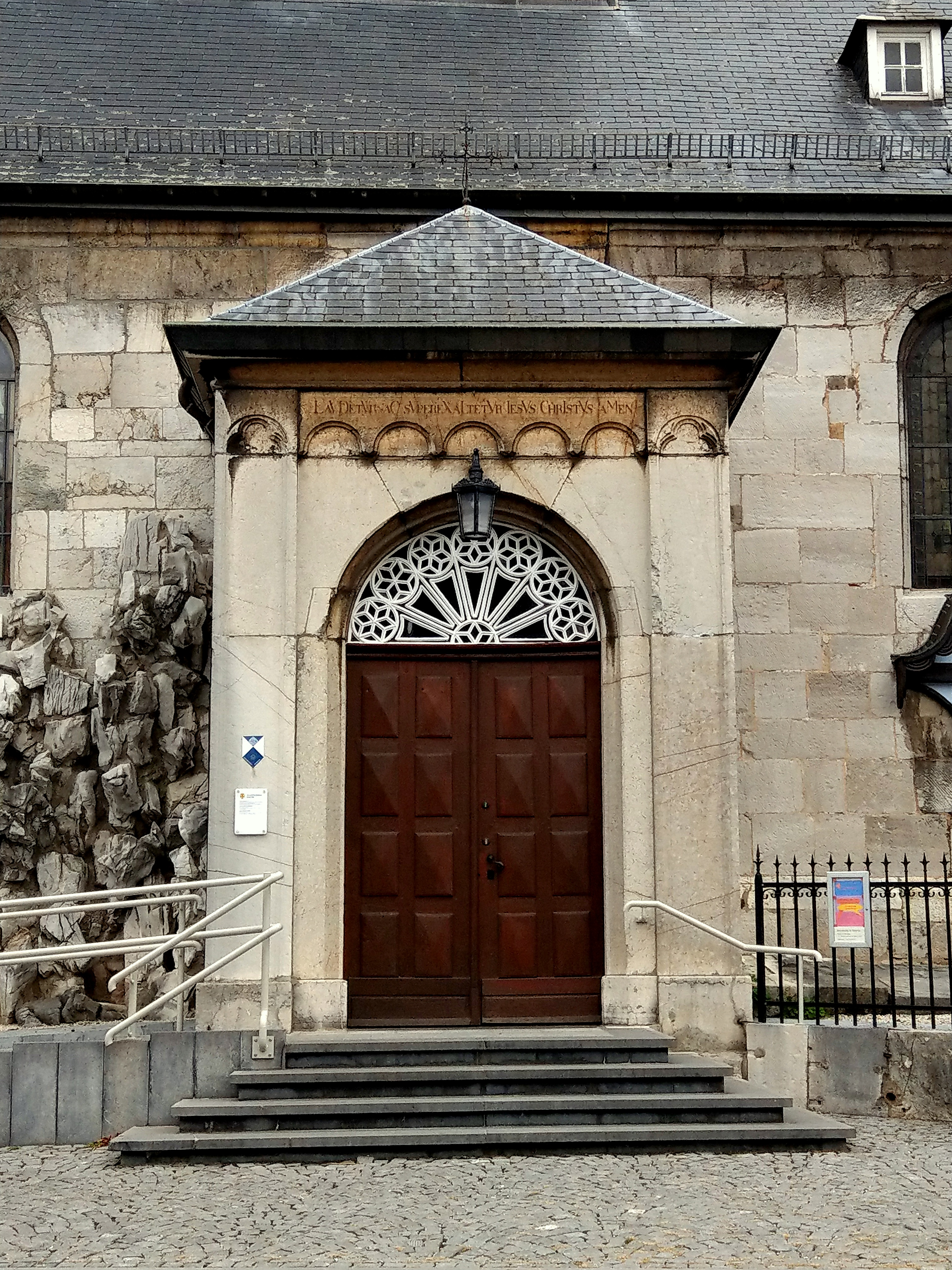
Eingangsportal
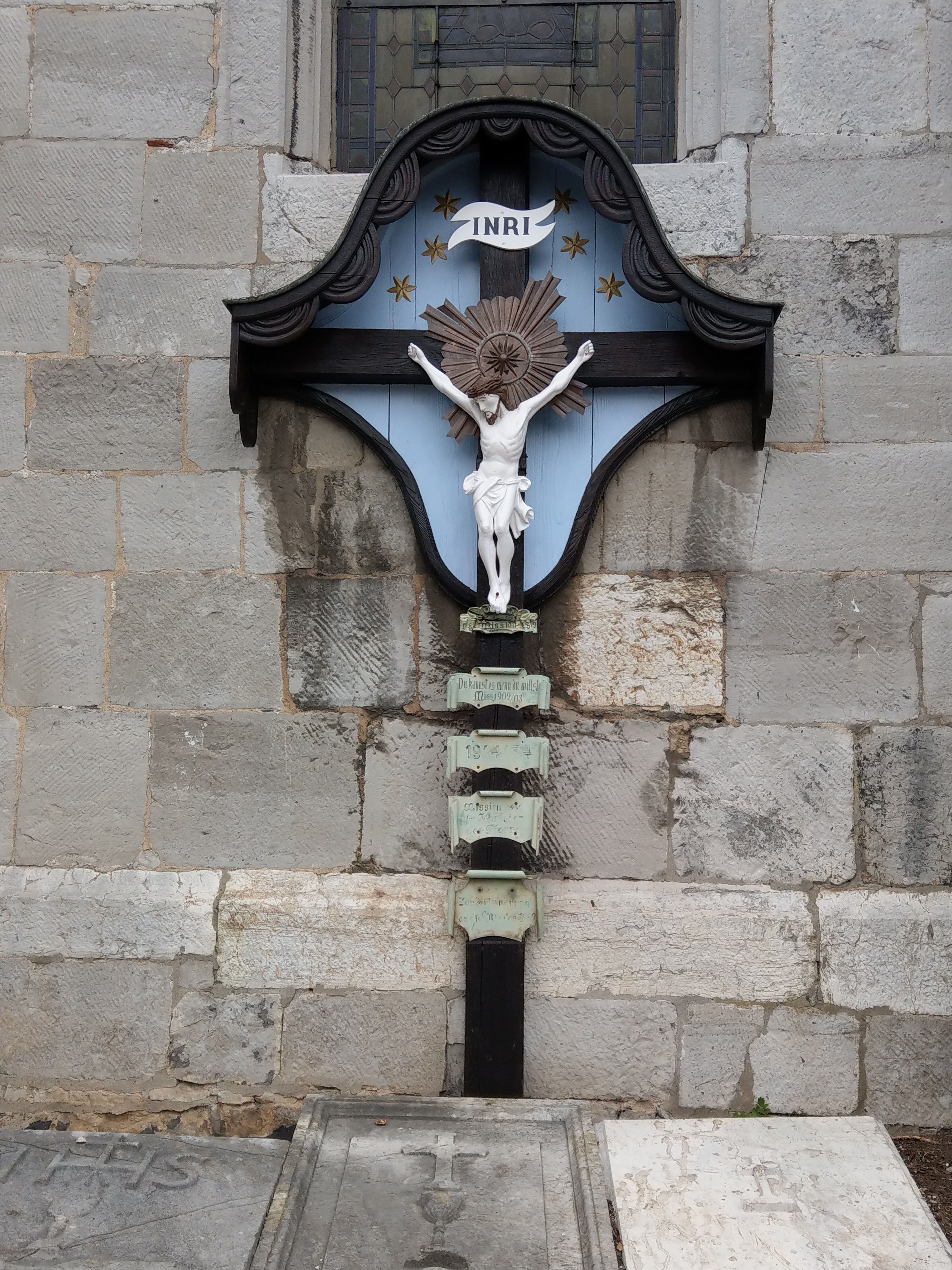
Missionskreuz und Grabplatten
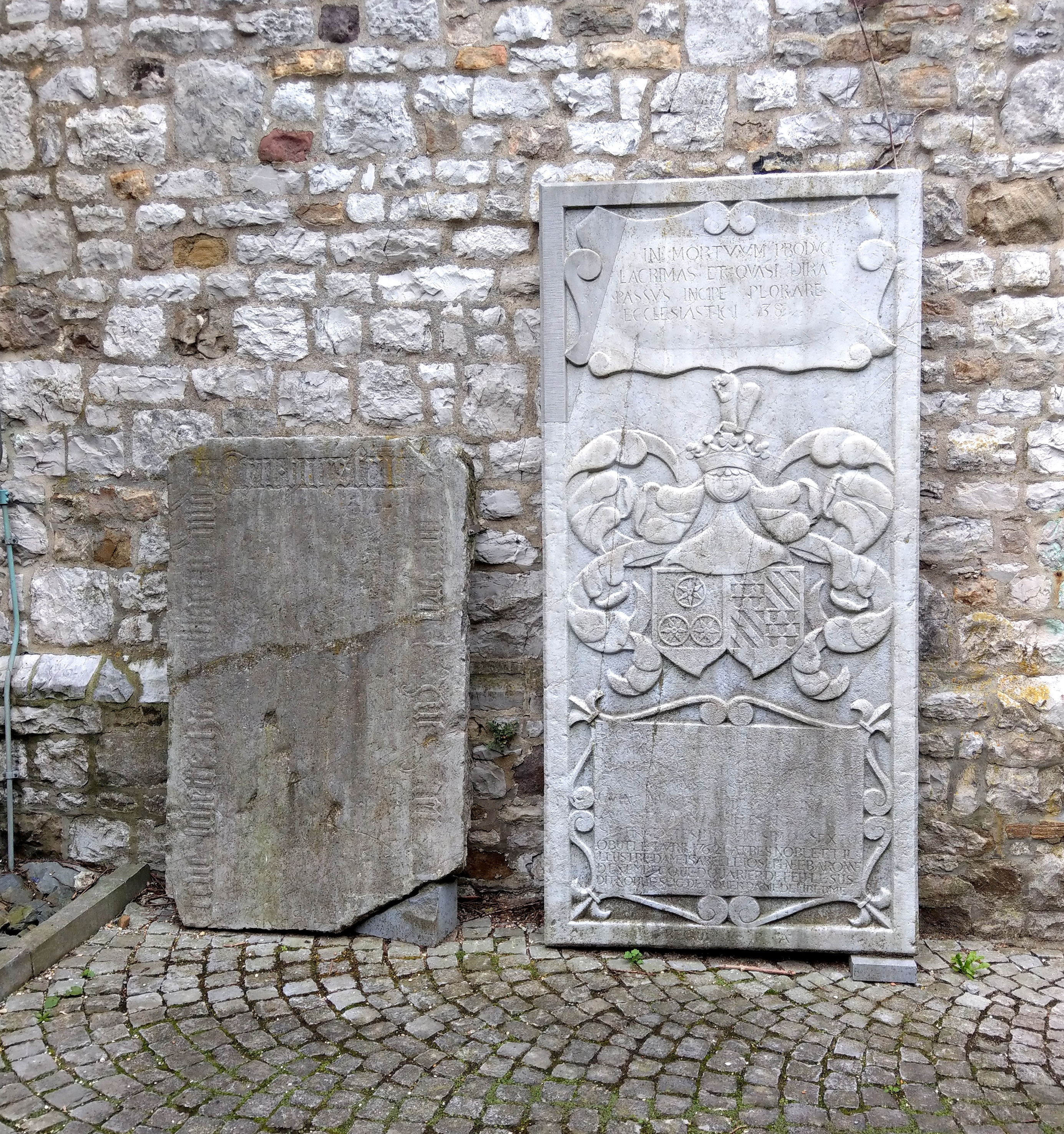
Grabplatten
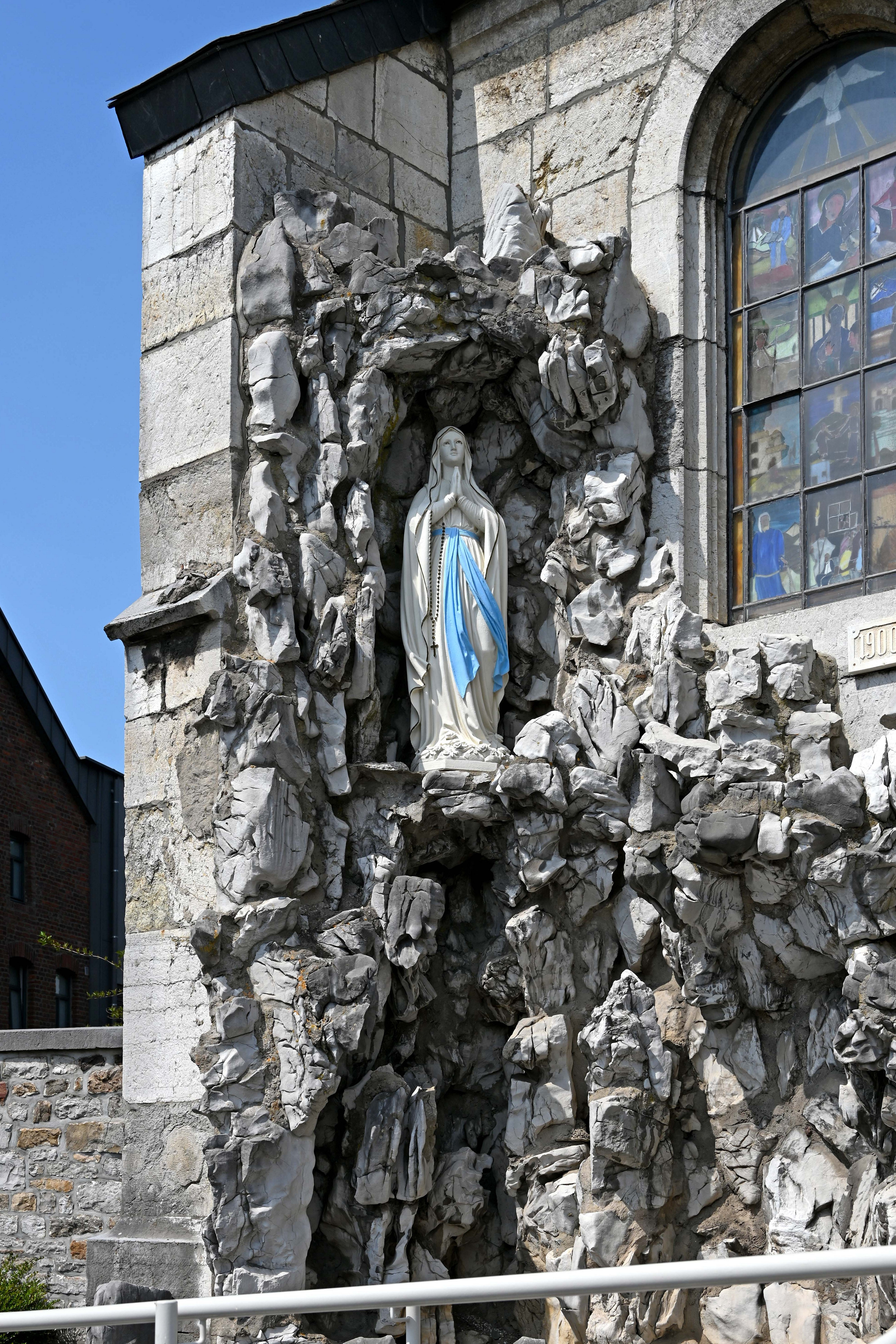
Lourdesgrotte
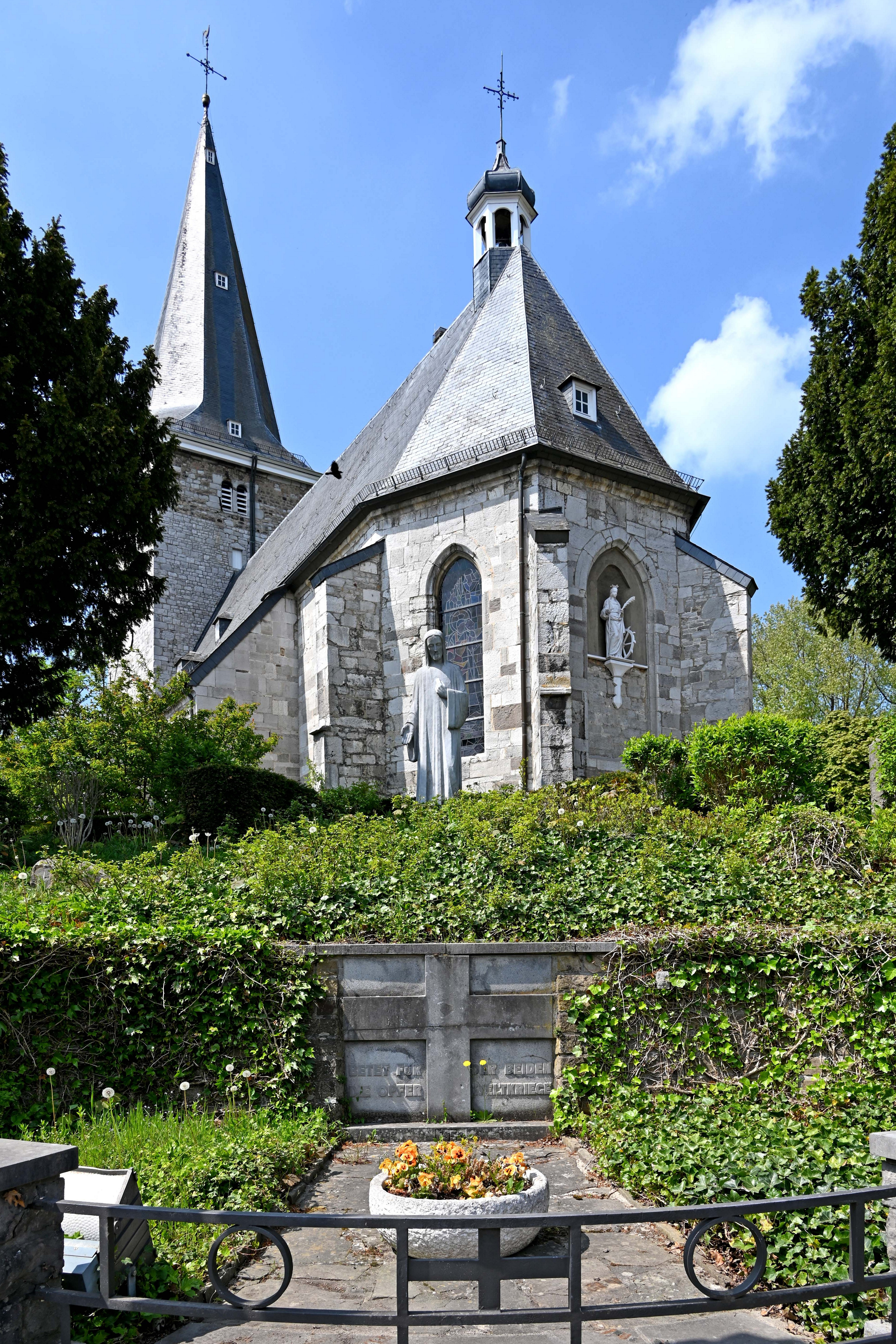
Gefallenendenkmal

### Innenarchitektur

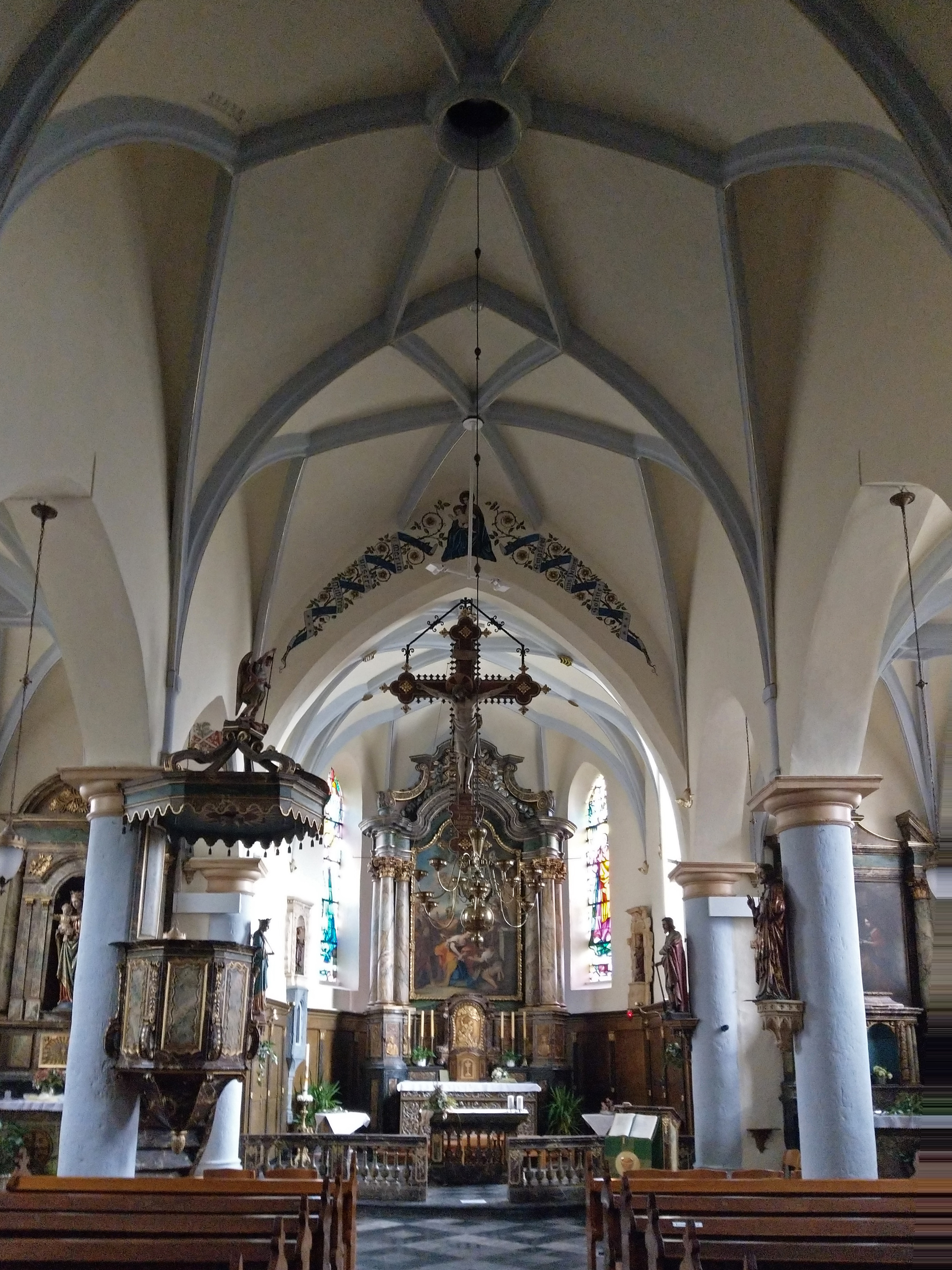
Innenansicht

Die heutige Sicht der Innenarchitektur entspricht den Um- und Ausbaumaßnahmen zu Beginn des 16. Jahrhunderts, in dem das Mittelschiff erhöht und die Seitenschiffe angebaut und zum Mittelschiff geöffnet worden waren.
Das in vier Joche gegliederte gotische Mittelschiff weist seitlich spitzbogige Arkadenreihen auf, die auf je vier schweren, runden Steinsäulen ruhen, die die frühere tragende Außenwand der „Alten Kirche“ ersetzt haben. Diese Säulen wurden im Jahr 1790 durch toskanische Kapitelle mit schlichten Band- und Wulstgliederungen und breiten Kämpferplatten verstärkt, von denen aus die Kreuzrippengewölbe zu den Gewölbeschlusssteinen ziehen.
Der ebenfalls gotische Chor weist ein dreijochiges Netzgewölbe mit Längsrippen und eine dreiseitige, durch Strebepfeiler gestützte Apsis auf. Die dortigen mittleren Schlusssteine sind mit Figuren des Erlösers, der hl. Katharina und eines Engels sowie die seitlichen Schlusssteine mit Wappenschildern der Familien Schuyl aus Walhorn, Wambach und Pallandt versehen. Im Jahre 1840 erhielten die Chorwände bis zur Fensterhöhe eine Täfelung aus Eichenholz.
Am Übergang aus der Eingangshalle im südlichen Seitenschiff zum Mittelschiff befindet sich noch eine alte profilierte Tür, an deren mit Ornamenten versehenem Bogen die Jahreszahl MDXXIII (1523) eingraviert gewesen sein soll, die mittlerweile jedoch verwittert und unleserlich ist. In Eintrittsrichtung an der linken Seite dieser Eingangshalle mit seinen spitzbogigen Oberlichtern befindet sich die Taufkapelle, die durch ein Eisentor betreten wird, das von der Rochuskapelle auf der Hochstraße in Kettenis stammt.
Der heute vorhandene Fußbodenbelag besteht aus quadratischen Blausteinplatten, die 1834 neu verlegt worden waren, weswegen zuvor mehrere im alten Steinboden eingelassene Grabsteinplatten auf dem benachbarten Gemeindefriedhof ihren Platz finden mussten, von wo sie später größtenteils wieder entfernt wurden.
Die heutigen Glasfenster sind mehrheitlich Stiftungen aus in den 1930er-Jahren. So sind beispielsweise die Rundbogenfenster in den Seitenschiffen mit den Bildnissen des hl. Heinrichs und der hl. Elisabeth von Thüringen aus dem Jahr 1934 sowie die Fenster mit den Darstellungen des hl. Sebastians und der hl. Cäcilia von Rom aus dem Jahr 1935 Geschenke des Pfarrers Heinrich Saur. Ebenso wurden im Jahr 1936 das Fenster mit der Darstellung der Königin des hl. Rosenkranzes von den Frauen und Jungfrauen der Pfarre und das Fenster mit dem Bildnis des hl. Isidors von der „Landwirtschaftlichen Jugendvereinigung“ gestiftet. Das Fenster auf der Orgelbühne zur Nordseite zeigt ein Bildnis der hl. Anna und das zur Südseite eines mit dem hl. Antonius von Padua. Im Jahr 1948 wurden anlässlich der 300-Jahr-Feier anstelle von zwei durch Hofmaler Michael Hubert Schmitz aus Aachen 1861 gefertigten und durch Kriegseinwirkung beschädigten Chorfenster Neuanfertigungen mit den Bildnissen der Mutter Gottes mit Jesukind und des hl. Joseph aus der Werkstatt des Joseph Osterrath Jun. aus Lüttich eingesetzt. Zuletzt erhielt die Kirche im Jahr 1995 an seinem südlichen Seitenschiff ein neues Fenster, das die zwölf Apostel darstellt und von dem Ketteniser Künstler Klaus Schiffer gestaltet wurde.

## Ausstattung

### Hochaltar

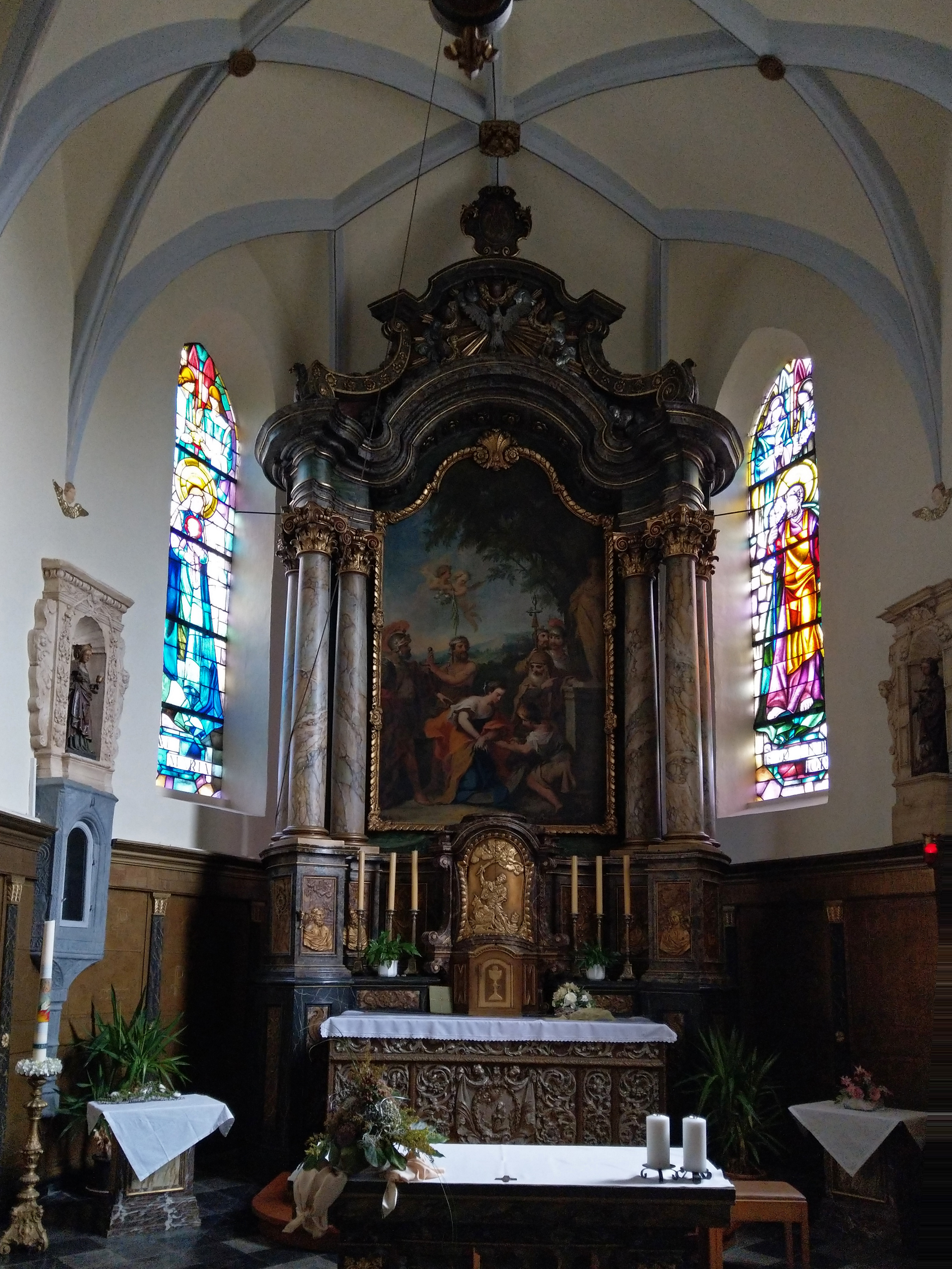
Hochaltar
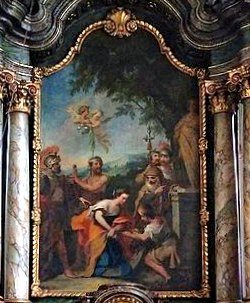
Bernardini-Gemälde

Bereits in den Jahren 1490 und 1497 wurde in Zusammenhang mit der „Alten Kirche“ ein Marien- und Katharinenaltar erwähnt, deren Geschichte jedoch nicht überliefert ist.
Der heutige barocke und holzgeschnitzte Hochaltar wurde in den Jahren 1744/1745 nach Plänen von Johann Joseph Couven, der ein Jahr zuvor den Hochaltar in St. Nikolaus fertiggestellt hatte, angefertigt. Für die Umsetzung dieser Pläne war der Lütticher Bildhauer Hubert Hyard zuständig. Beidseitig ist der Altar eingerahmt von jeweils drei kräftigen Säulen, deren Marmorierung im Jahr 1885 erneuert wurde. Sie stehen auf quadratischen Sockeln, die Reliefs mit Bildern der Evangelisten aufweisen. Oberhalb sind die Säulen mit einem großen geschwungenen und reich verzierten Altarbogen verbunden, in dessen Mitte der Heilige Geist im Strahlenglanz und umgeben von Putten angebracht ist. Auf der großen Rückwand zwischen den Säulen und dem Altarbogen wurde 1750 von dem Maler Francesco Bernardini ein Altarbild aufgetragen, das eine Darstellung der Enthauptung der hl. Katharina zeigt.
Vor der Altarwand befindet sich das Antependium, auf dem ein kleiner geschwungener Tabernakel steht, der fließend in ein vergoldetes Expositorium übergeht, dessen Flügeltüren mit einem Relief der Opferung Isaaks geschmückt sind. Die Einheit von Tabernakel und Expositorium wird durch kräftige seitliche Voluten deutlich hervorgehoben.
Das Antependium selbst ist kein Werk Couvens, sondern stammt von dem Altar in St. Jakob in Aachen, wo es sich seit 1729 befand und nach dem dortigen Abbruch der Kirche im Jahr 1885 zur Katharinenkirche transloziert wurde. Seine Vorderseite ist geprägt durch horizontale und vertikale Akanthusfriese, in deren oberen Mitte ein Christusmedaillon untergebracht ist. Darunter zeigen sich geschnitzte Stoffdrapierungen und ein großer Lorbeerkranz, der die Darstellung eines Heiligen mit Mönchsgewand sowie Symbole für Sonne mit Engel, Erdkugel, Krone, Rosenkranz und Pilgerstab umschließt, die allesamt Attribute des hl. Jodokus sind.

### Seitenaltäre

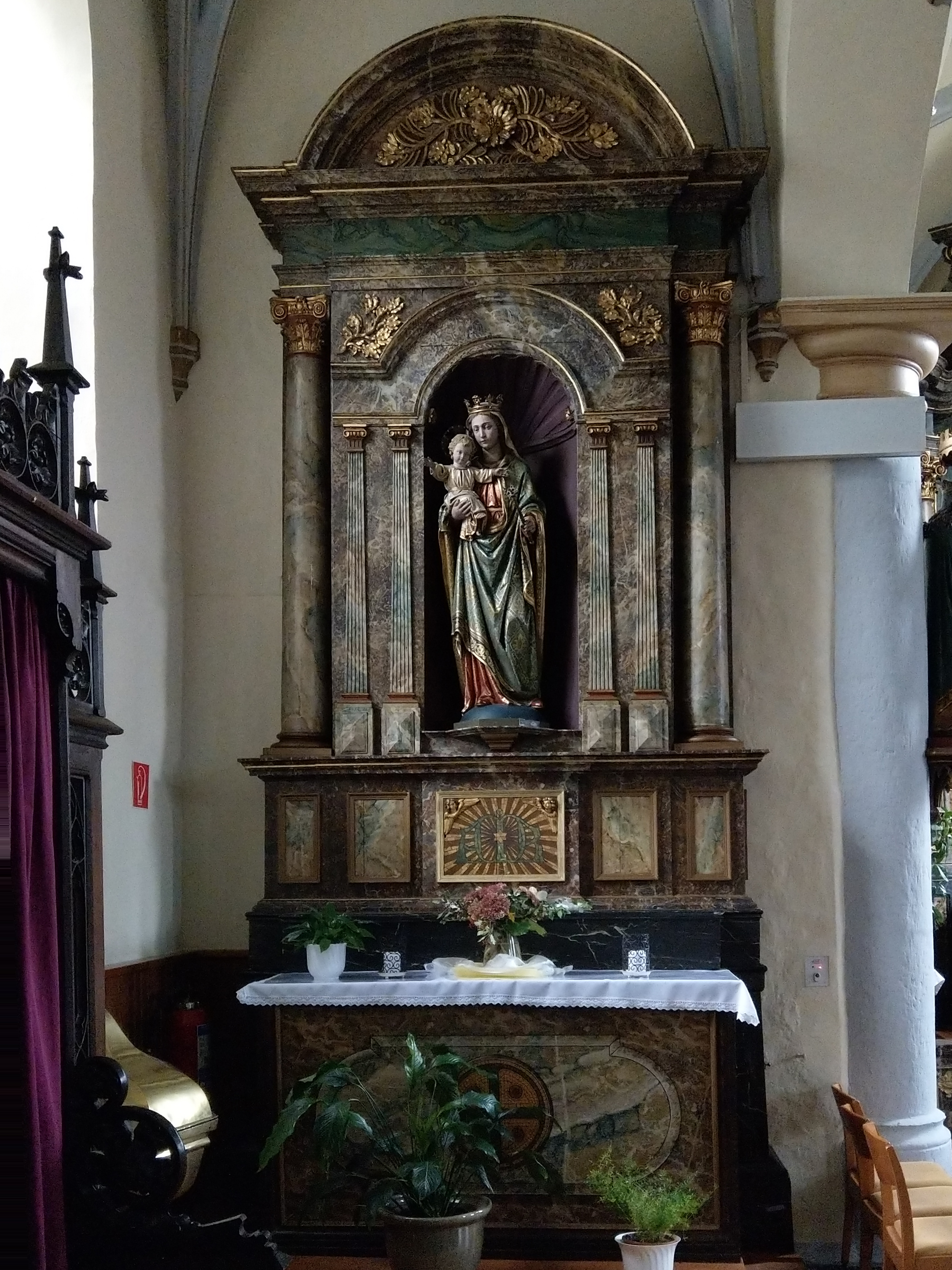
Marienaltar
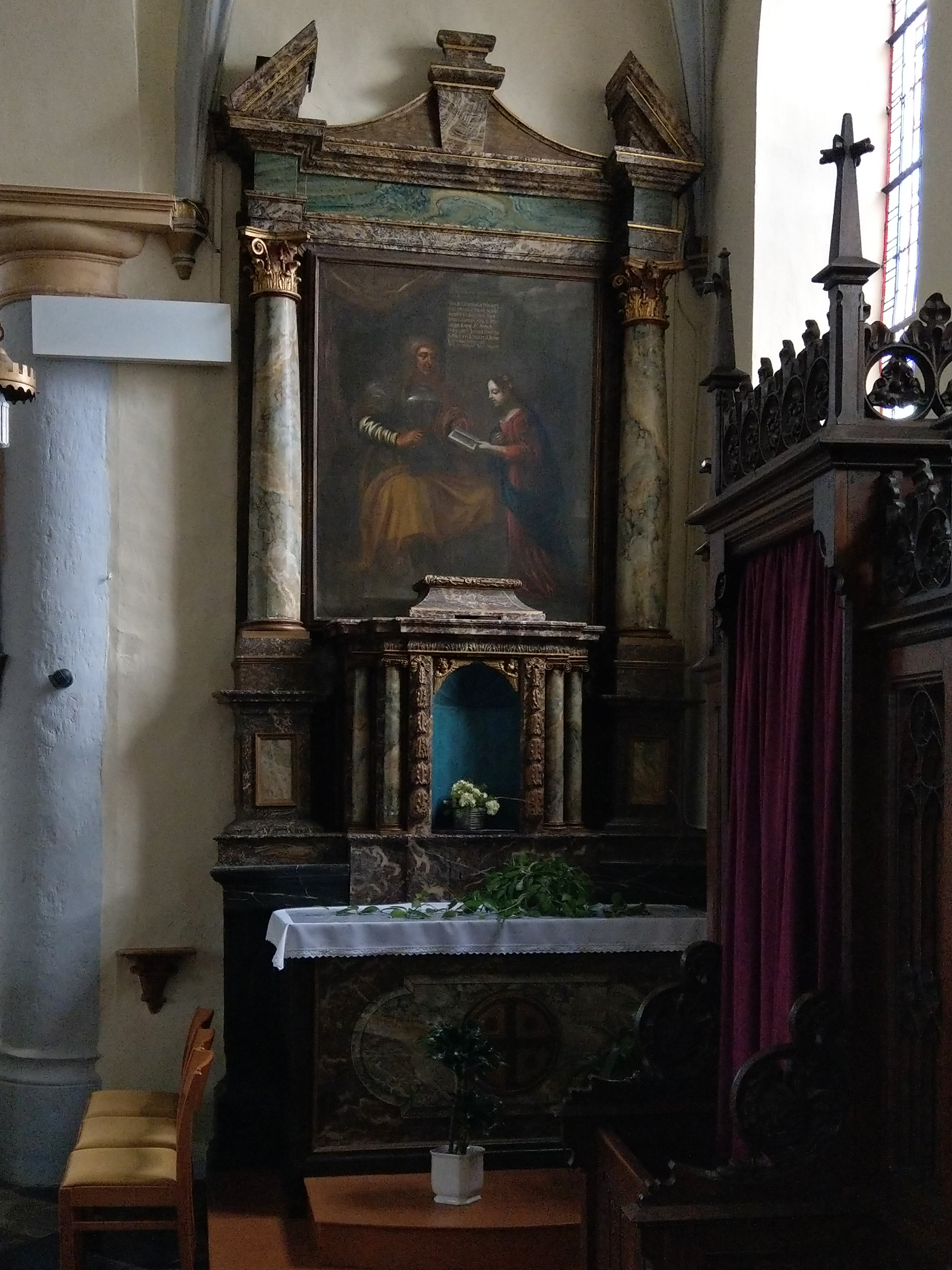
Annenaltar

Die Seitenaltäre stammen aus dem frühen 19. Jahrhundert und sind jeweils nur mit je einer Säule an ihren Seiten ausgestattet. Der im rechten, südlichen Seitenschiff stehende ist der Annenaltar, der zwischen den Säulen ein Ölgemälde der hl. Anna aufweist, das mit dem Jahr 1670 datiert und eine Stiftung des Pfarrers Jacques Lenard Jacquet ist. Ihm ist ein gestuftes und mit zweimal zwei Säulen flankiertes Expositorium vorgestellt, dessen Figurennische mit einem reich verzierten Rahmen versehen ist.
Auf der Gegenseite im nördlichen Seitenschiff steht der Marienaltar, der in der Altarmitte statt einem Bild eine Figurennische besitzt, in der eine lebensgroße Figur der Mutter Maria mit Jesuskind aufgestellt ist.

### Weitere Ausstattungsobjekte
- An der Nordwand des Chores ist ein schlicht dekoriertes spätgotisches Sakramentshäuschen aufgestellt, das der Vorläufer des heutigen Tabernakels war. Es steht auf polygonaler, im unteren Teil gedrehter Säule. In der Nische des Häuschen ist die Inschrift: „ECCE PANIS ANGELORUM MARIA ANNA SA. CATHARINA“ eingraviert.
- An der Wand über dem Sakramentshäuschen ist eine barocke Muschelnische aus Blaustein und mit seitlichen Voluten angebracht, in der eine Holzstatue der heiligen Barbara von Nikomedien aus dem Anfang des 16. Jahrhunderts steht.
- Gegenüber an der Südwand des Chores ist eine einfachere Holznische aufgesetzt, in der eine Holzstatue der hl. Katharina aufgestellt ist.
- Die Kommunionbank vor dem Chor ist eine Arbeit aus dem 18. Jahrhundert und wird wiederum Johann Joseph Couven zugeschrieben.
- Mittig des schweren Bogens im Übergang vom Kirchenschiff zum Chor ist das kräftige Triumphkreuz aus dem Jahre 1900 aufgehängt.
- Auf der Vorderansicht des Chorbogens ist ein auf Leinen gefertigtes Ölbild des Malers Gerhard Breuer aus Eupen aus dem Jahr 1921 aufgetragen. Es zeigt eine sitzende Madonna mit Kind und dem Spruchband: „O Maria unsere Mittlerin – Empfiehl uns deinem Sohne“.
- Im Mittelschiff vor dem Chorraum ist eine schlichte Holzkanzel aus dem 18. Jahrhundert mit Eckvoluten am polygonalen Stuhl aufgestellt, auf deren Schalldeckel eine Statue des Erzengels Michael im Kampfe mit dem Drachen thront.
- Im Mittelgang hängt ein zweireihiger barocker Kronleuchter aus Messing, bei dem es sich ebenfalls um eine Arbeit aus dem 18. Jahrhundert handelt.
- An der nördlichen Wand im unteren Teil des Kirchenschiffes bietet eine Gebetsecke mit einer an die Wand aufgestellten Pietà Raum für die innere Einkehr.
- Je Seitenschiff ist vor den Seitenaltären je ein um 1879 von dem Eupener Gerhard Breuer aus Eichenholz angefertigter Beichtstuhl aufgestellt.
- Mehrere lebensgroße Figuren verschiedener Heiliger sind in der Kirche verteilt, darunter einige auf verzierten Sockeln an vier der Säulen des Mittelschiffs.
- Entlang der Außenwände der Seitenschiffe sind die Kreuzwegstationen aufgereiht, die 1898 eingesegnet worden waren und ältere Ausfertigungen aus dem Jahr 1857 ersetzt hatten.

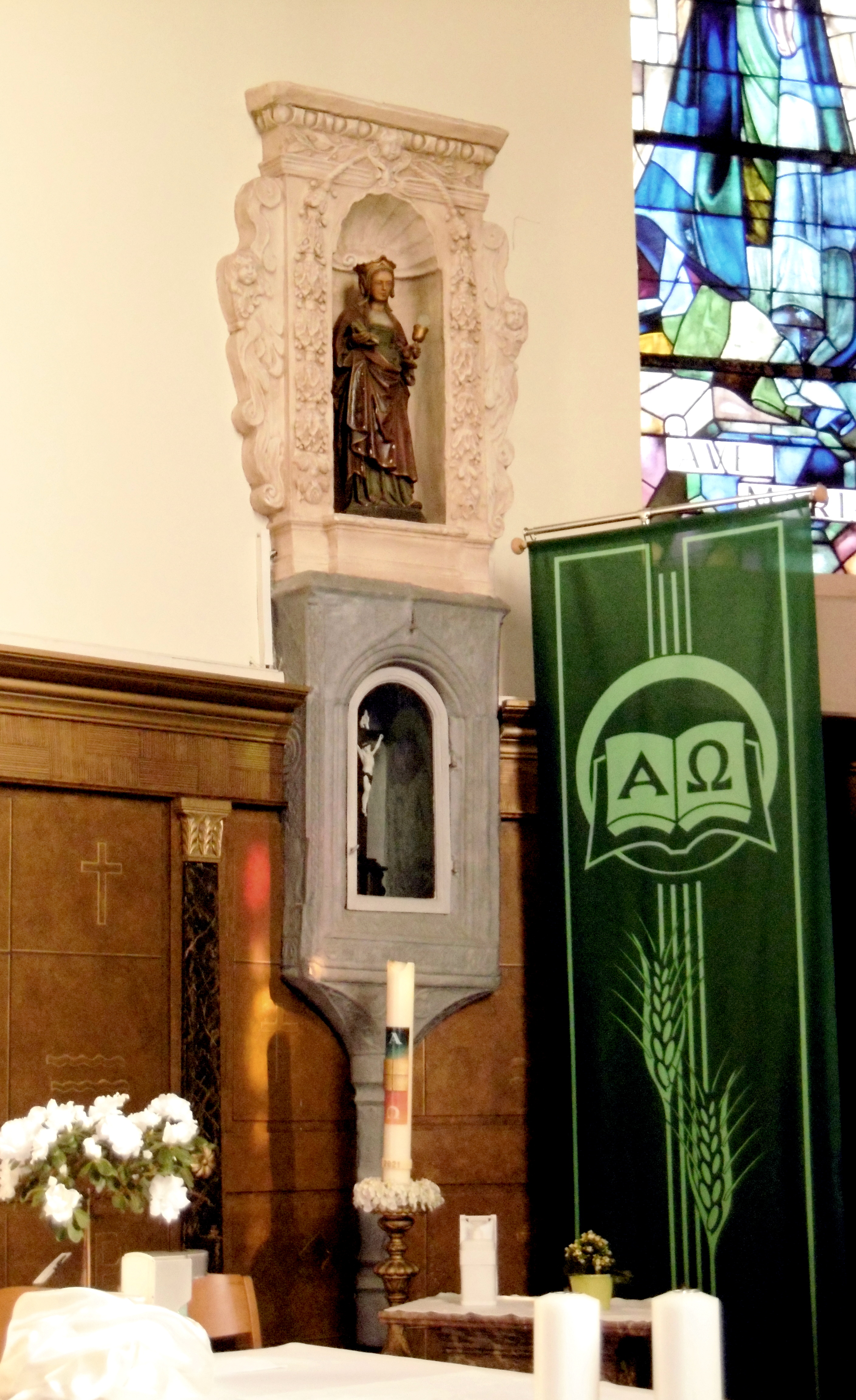
Muschel-Nische mit Sakrament-Häuschen
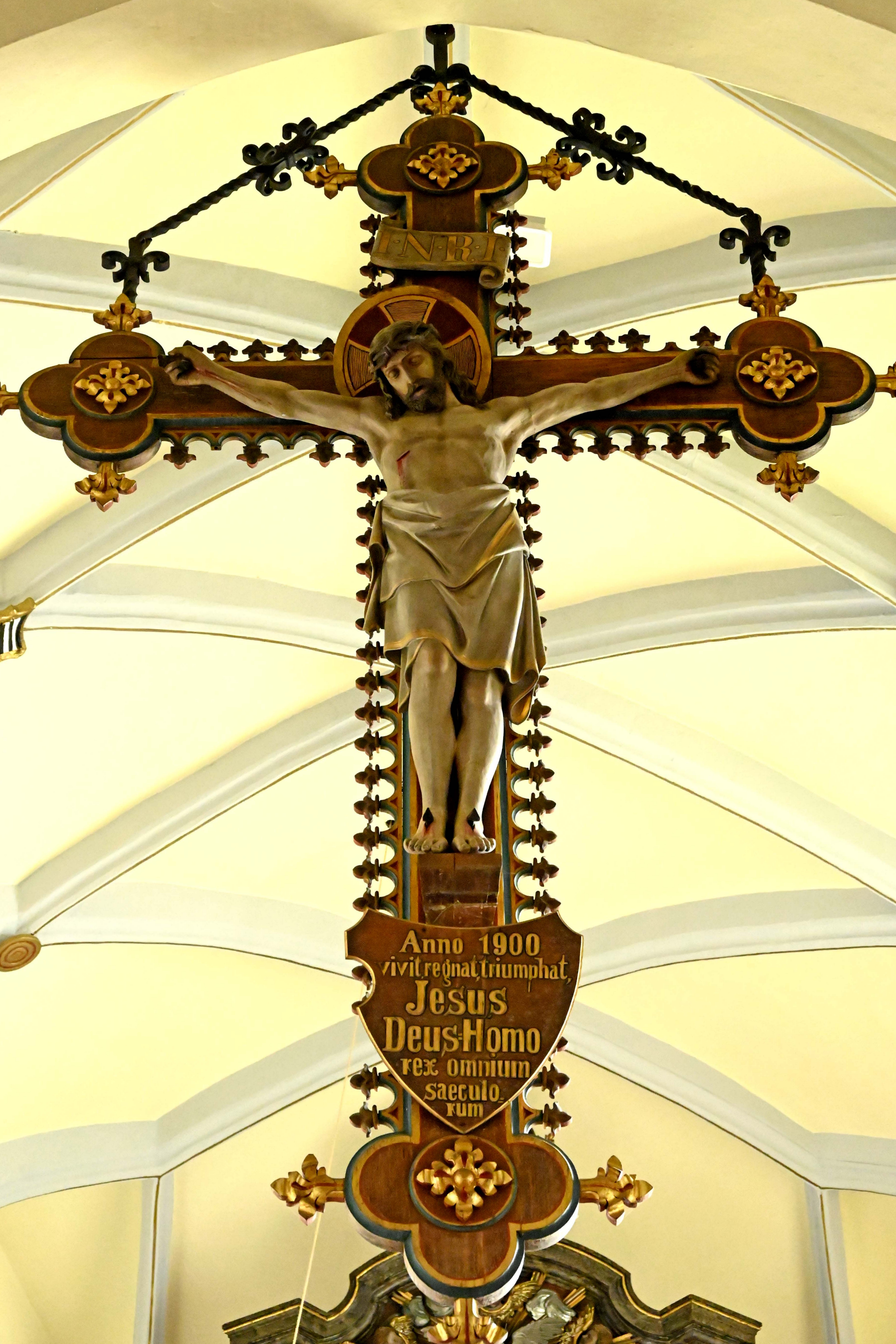
Triumphkreuz
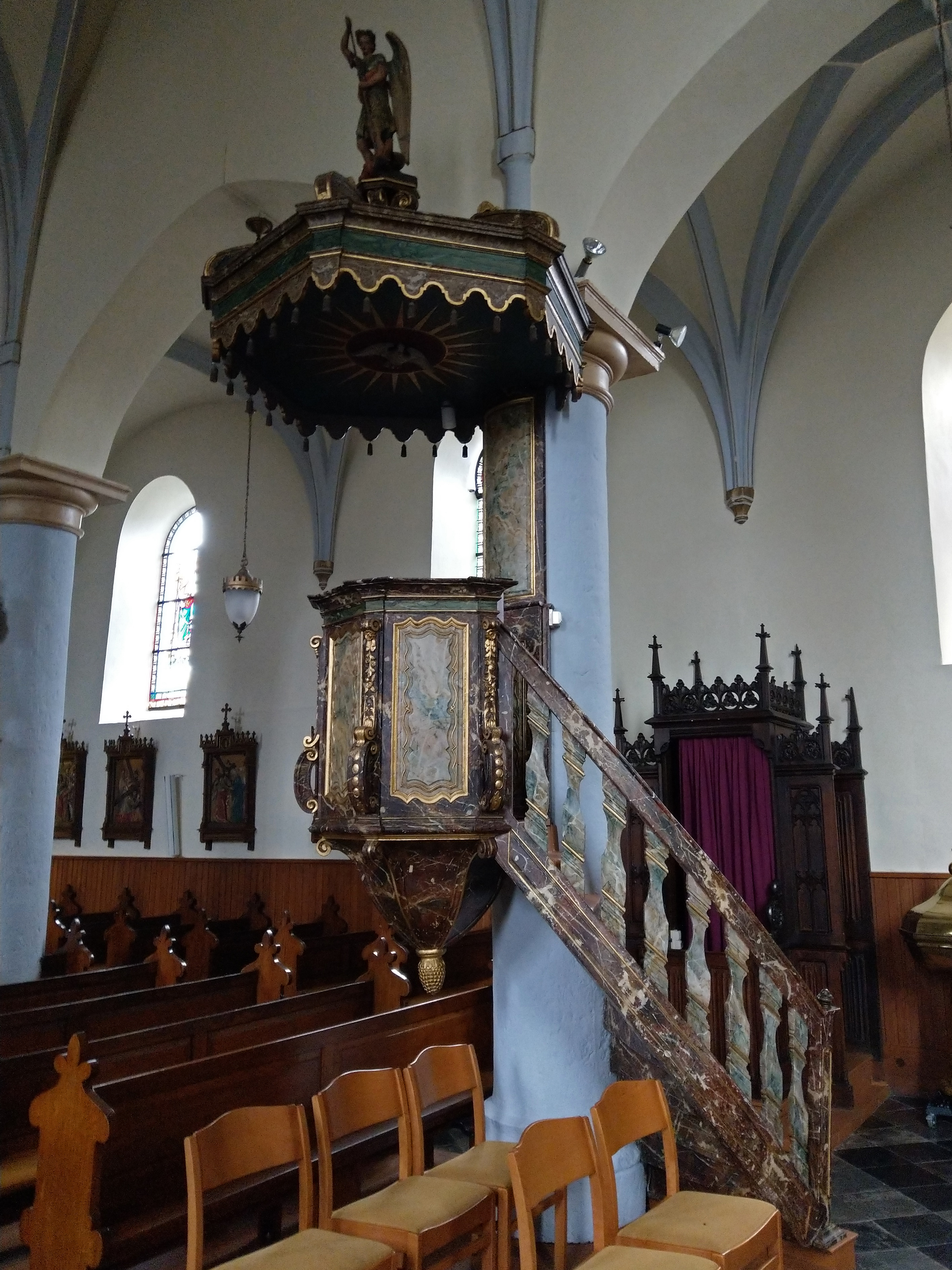
Kanzel
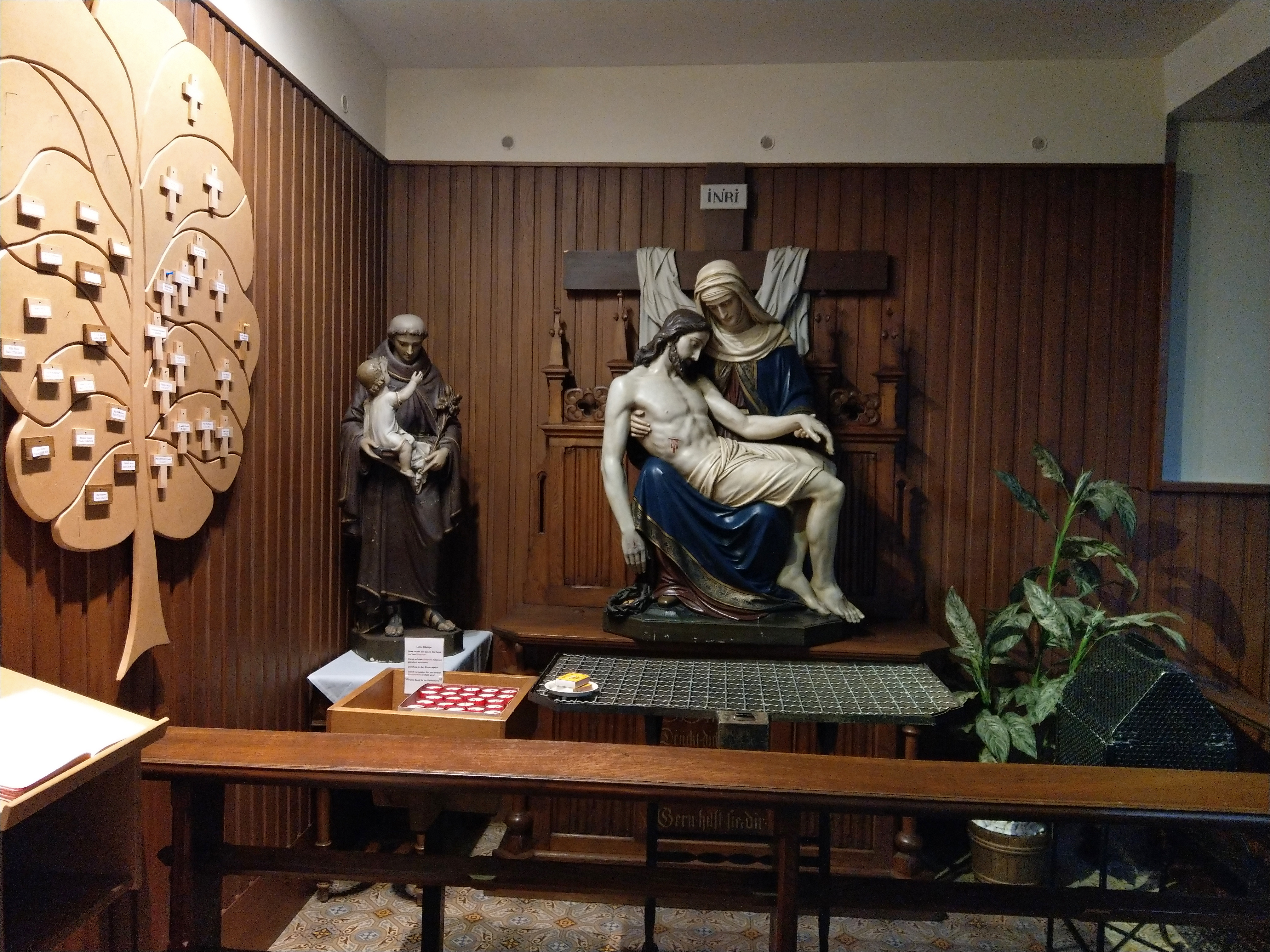
Pietà
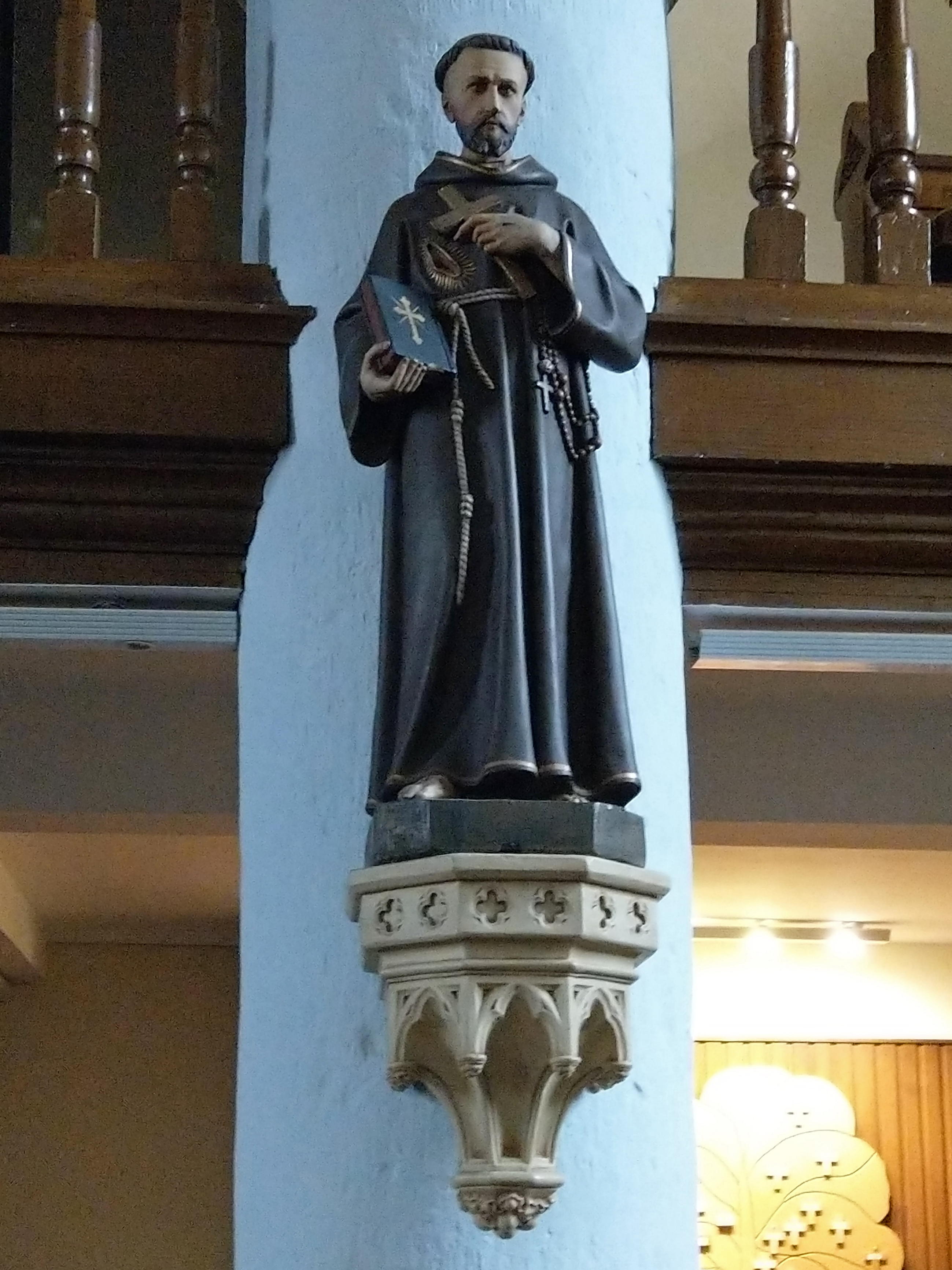
Säulenfigur
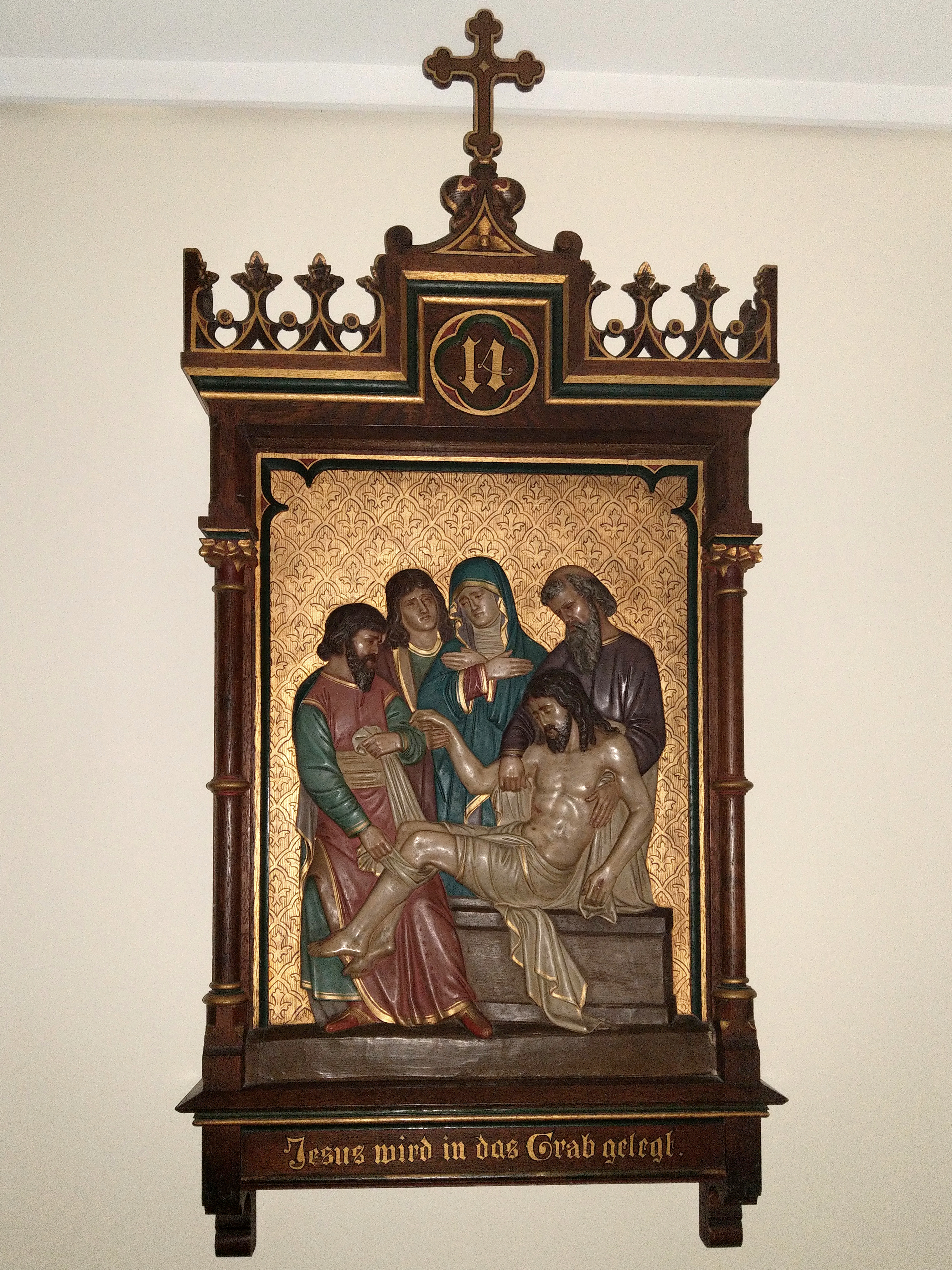
Kreuzweg Station 14
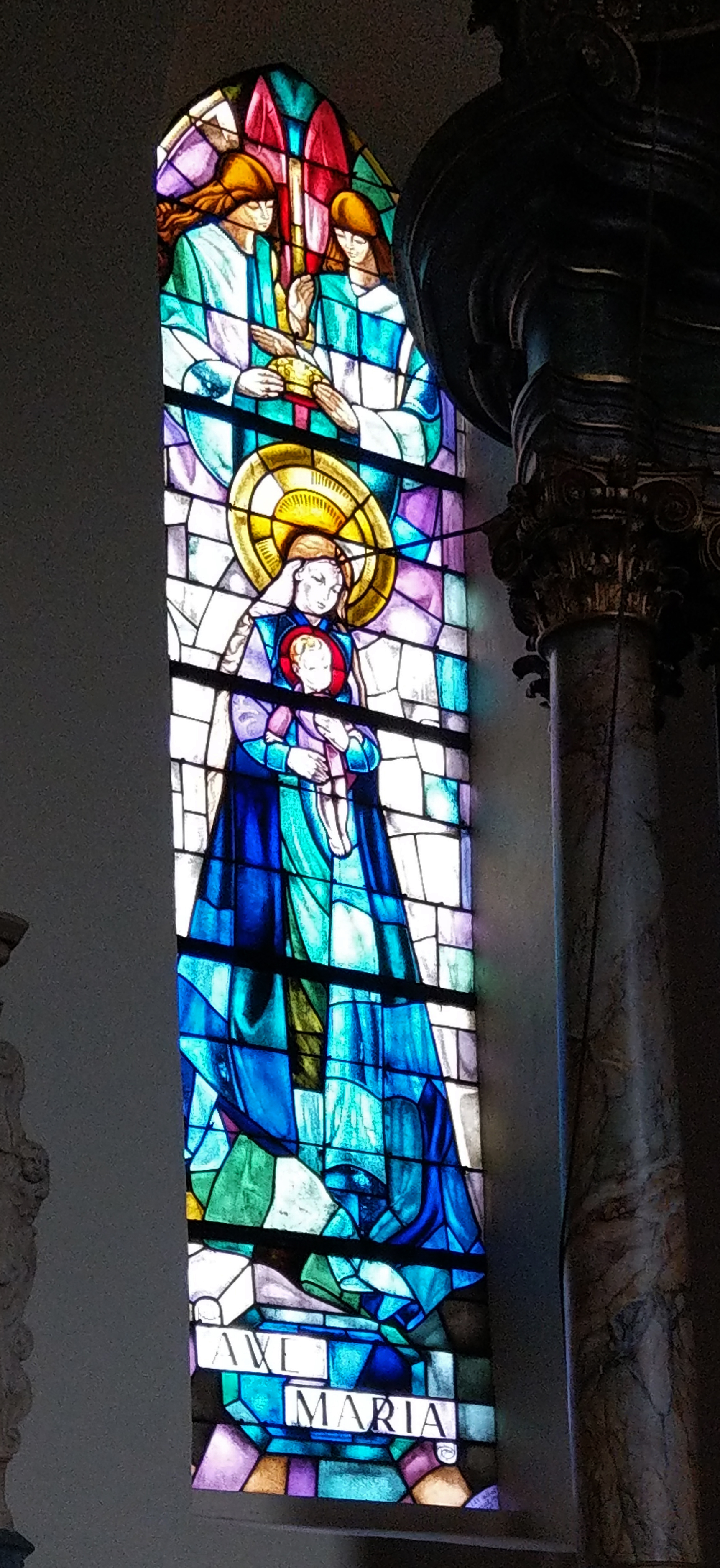
Chor-Fenster von 1948

### Eingangshalle mit Taufkapelle

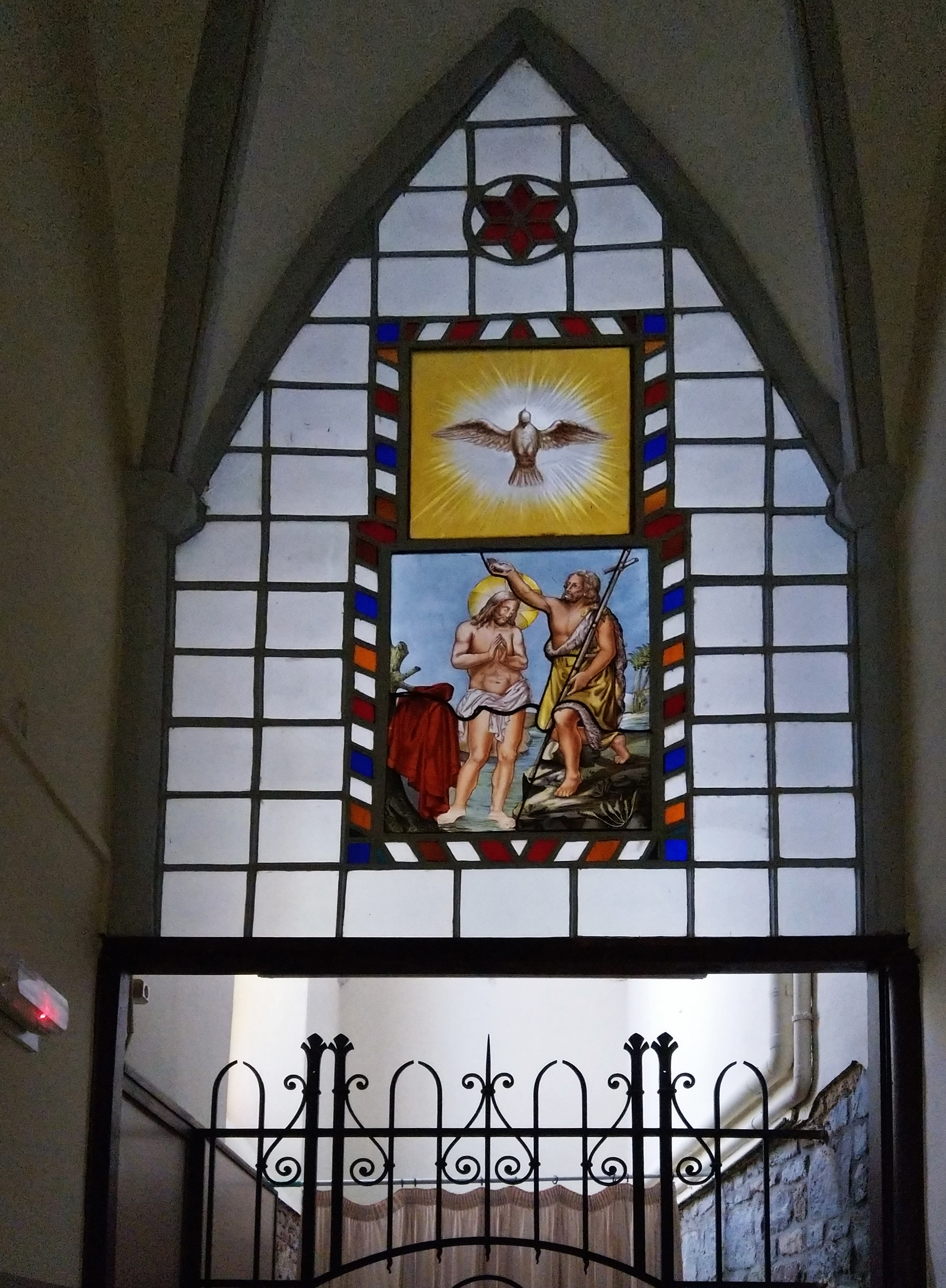
Taufkapelle
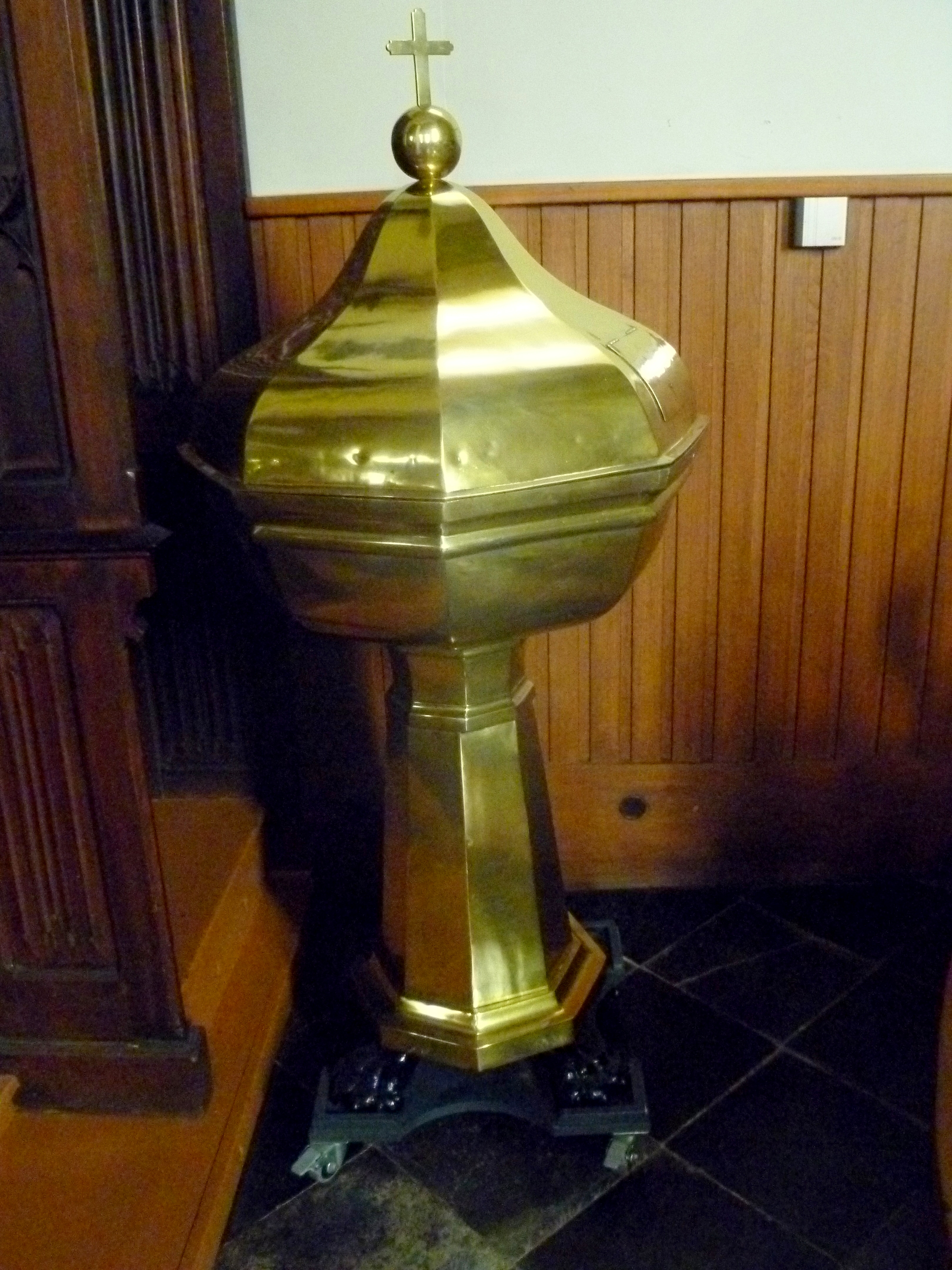
Taufbecken
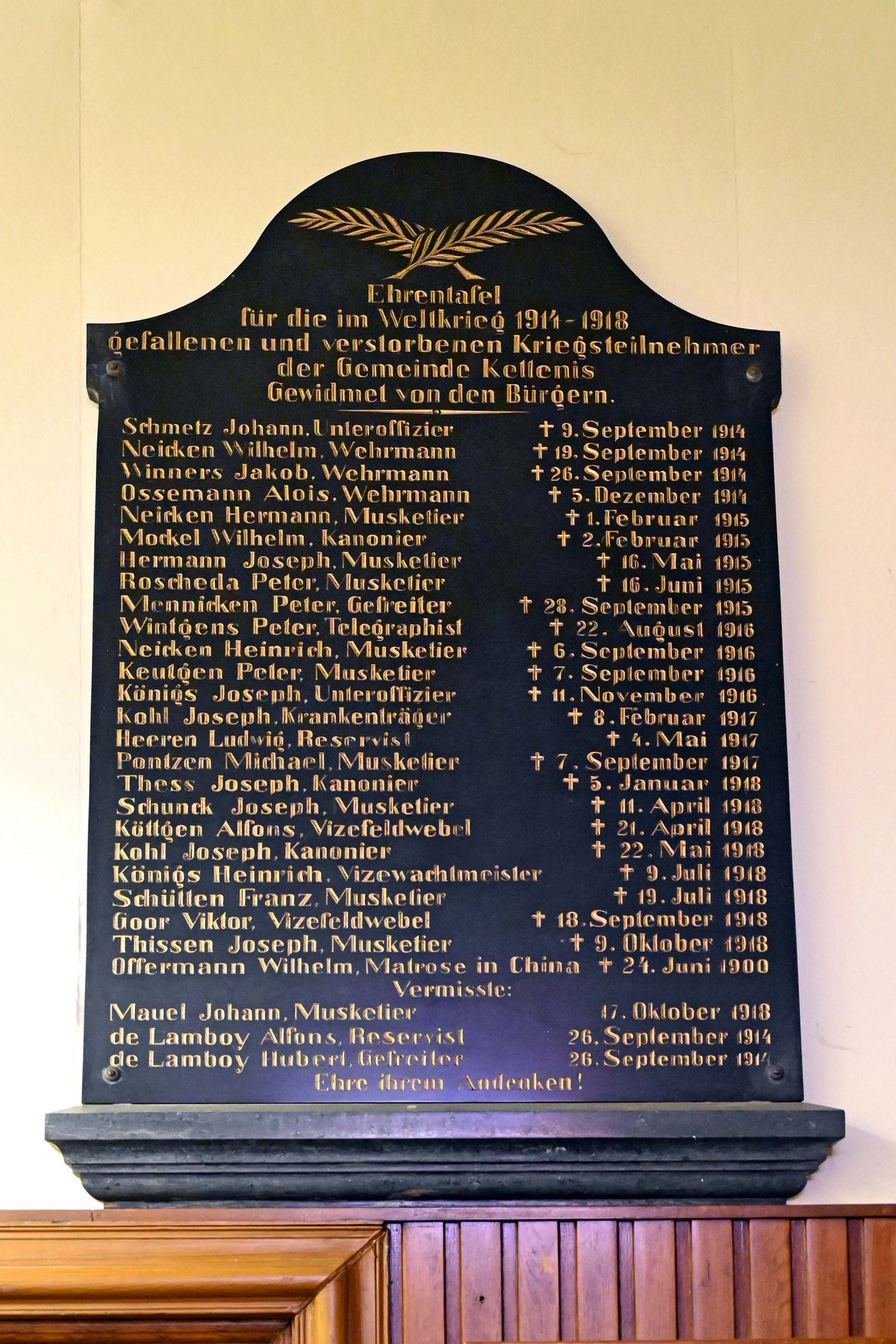
Ehrentafel

Im Eingangsbereich ist eine Ehrentafel angebracht, auf der die Namen der Vermissten und Gefallenen des Ersten Weltkriegs sowie die Namen derer, die während des Boxeraufstands in China ums Leben gekommen waren, eingraviert sind.
Rechts in der Eingangshalle über dem Zutritt zur Kirche hängt ein aus dem Jahre 1843 stammendes Glasgemälde der hl. Katharina und links über dem Tor zur Taufkapelle hin ein ebensolches aus dem 18. Jahrhundert mit der Darstellung der Taufe Christi durch Johannes den Täufer.
Der kleine Altar in der Taufkapelle wurde 1903 von dem Möbelfabrikanten Bartholomäus Alfons Rosenstein aus Eupen gestiftet und angefertigt.
Das Taufbecken ist aus Messing und hat die Form eines Kelches mit polygonalem Fuß. Es wurde 1843 geschaffen und das Entstehungsjahr in seinem Deckel eingraviert.

### Orgel

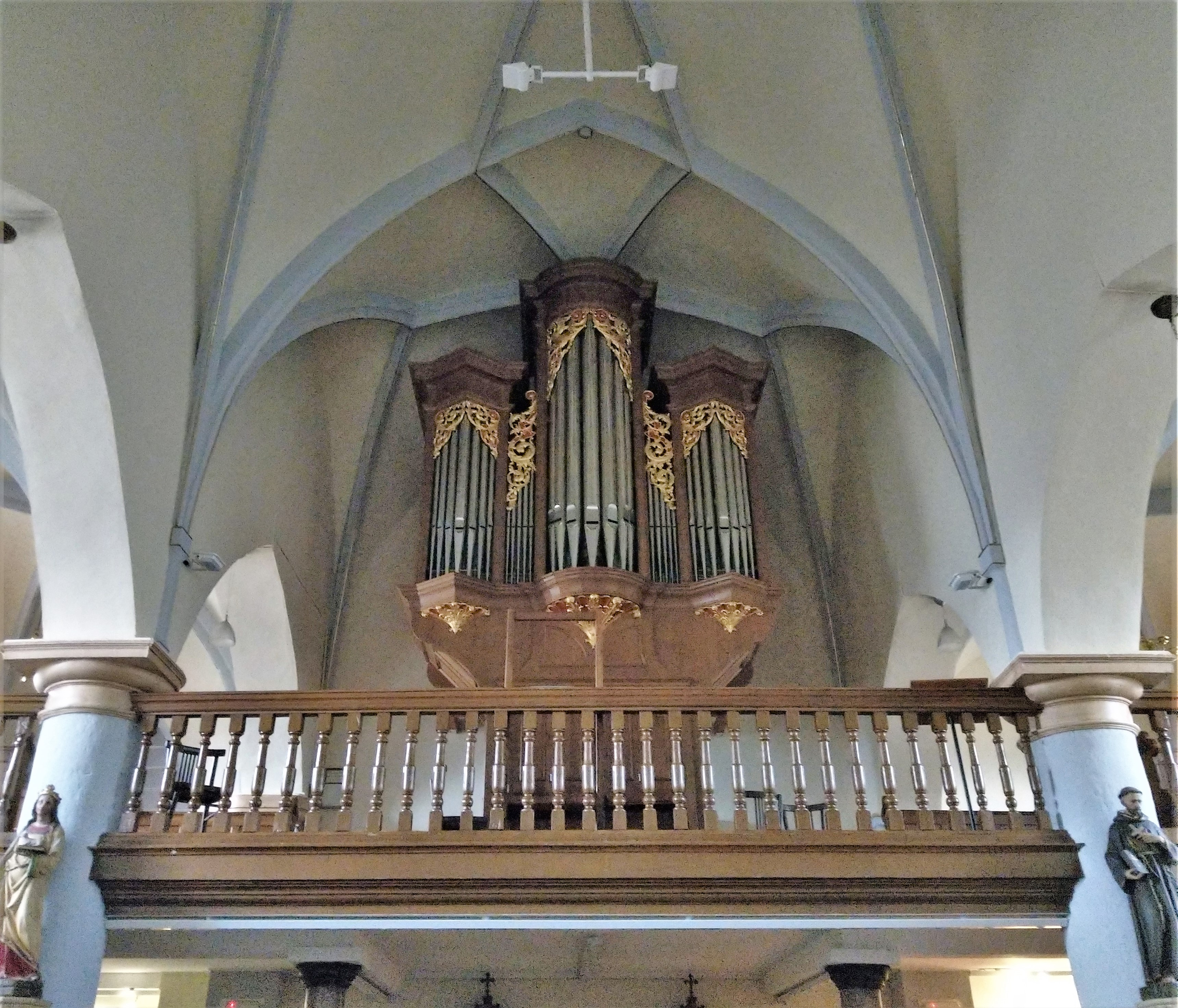
Thomas-Orgel

Eine erste nachgewiesene Orgel wurde 1769 durch Wilhelm Emonts gestiftet und von dem Orgelbaumeister Johann Mathias Wyskirchen zusammengebaut. Diese wurde 1865 von der Orgelbauwerkstatt Gebrüder Müller aus Reifferscheid maßgeblich ausgebaut und das dazugehörende Orgelgehäuse von dem Kunstschreiner Poensgen aus Marmagen neu angefertigt.
Schließlich erhielt St. Katharina im Jahr 1964 eine neue Orgel der Firma Hans Koch & Hans Lorenz, die am 20. Dezember 1964 von Dechant Ledur eingeweiht wurde. Nachdem diese Orgel am 11. Februar 1994 bei einem Brand infolge von Rauch- und Rußeinwirkung irreparabel Schäden erlitt, wurde diese dann 1999 durch eine Thomas-Orgel II/P/17 einschließlich zweier Wechselregister ersetzt, bei der die alten Pfeifen größtenteils wiederverwendet werden konnten. Am 12. September 1999 fand die Einweihung durch Hans-Georg Reinertz und Ralph Dericum statt.